# Equipos participantes en la Copa Mundial de Fútbol de 1938

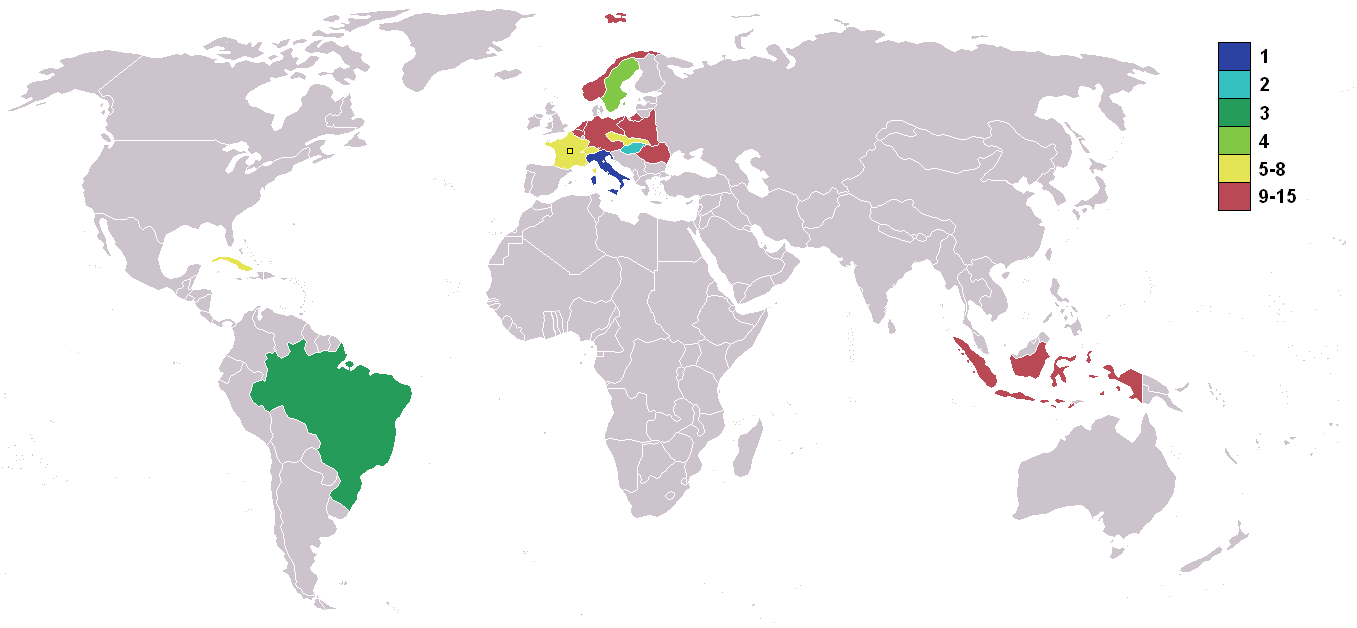
Equipos participantes de la Copa Mundial

Para la III Copa Mundial de Fútbol, que se realizó en Francia entre el 4 de junio y el 19 de junio de 1934, 15 equipos clasificaron a la fase final. Los 15 equipos participantes fueron divididos en una fase final desde los octavos de final, para determinar al campeón del evento.

## Equipos
A la fase final del torneo clasificaron 15 de 34 equipos que participaron en la etapa clasificatoria: uno de Sudamérica, uno de Norteamérica, 12 de Europa (incluyendo a Italia, vigente campeón, y al organizador), y uno de Asia. De estos 15, 4 eran debutantes en la competición.
Los equipos participantes en dicho torneo son:
| Equipo (ver en detalle) | Equipo (ver en detalle)        | Equipo (ver en detalle) | Participaciones | Participaciones | Participaciones |
| Equipo (ver en detalle) | Equipo (ver en detalle)        | Equipo (ver en detalle) | Total           | Cons.           | Última          |
| ----------------------- | ------------------------------ | ----------------------- | --------------- | --------------- | --------------- |
|                         | Alemania                       |                         | 2               | 2               | 1934            |
|                         | Bélgica                        |                         | 3               | 3               | 1934            |
|                         | Brasil                         |                         | 3               | 3               | 1934            |
|                         | Checoslovaquia                 |                         | 2               | 2               | 1934            |
|                         | Cuba                           |                         | 1               | 1               | -               |
|                         | Francia                        |                         | 3               | 3               | 1934            |
|                         | Hungría                        |                         | 2               | 2               | 1934            |
|                         | Indias Orientales Neerlandesas |                         | 1               | 1               | -               |
|                         | Italia                         | 1/1 estrellas           | 2               | 2               | 1934            |
|                         | Noruega                        |                         | 1               | 1               | -               |
|                         | Países Bajos                   |                         | 2               | 2               | 1934            |
|                         | Polonia                        |                         | 1               | 1               | -               |
|                         | Rumania                        |                         | 3               | 3               | 1934            |
|                         | Suecia                         |                         | 2               | 2               | 1934            |
|                         | Suiza                          |                         | 2               | 2               | 1934            |